# Cougar (бронеавтомобіль)
«Кугуар» — американська машина з захистом від мін і засідок (MRAP), розроблена на початку 2000-х років компанією Force Protection з використанням технологій південноафриканської компанії Olifant Manufacturing Company.
Спроєктована з метою захисту від стрілецької зброї, наземних мін і саморобних вибухових пристроїв. Поєднує в собі різноманітні матеріали й особливості дизайну для захисту екіпажу і моторного відділення від різних типів атак. Монокок з V-подібним днищем, яке має на меті спрямувати вибух геть з-під автомобіля.

## Варіанти
Кугуар поставляється в двох основних конфігураціях: 4×4 та 6×6. Він призначений для транспортування та захисту військ і техніки, особливо від мін або СВП. Дві основні конфігурації представлені в окремих варіантах.
Cougar HEV (Hardened engineer vehicle)автомобілі 4×4 та 6×6, замовлені Корпусом морської піхоти США у 2004 році.
Badger ILAV — іракський легкий броньований автомобіль).
Cougar JERRV (Joint EOD rapid response vehicle)варіанти 4×4 та 6×6 для армії США, ВВС США та Корпусу морської піхоти США.
Cougar ISSНа основі Cougar 4×4, оснащено інтегрованою незалежною системою підвіски, яка забезпечує підвищену мобільність автомобіля.
Ridgback PPV (Захищений патрульний автомобіль)британська версія Cougar 4x4 з британським пакетом броні та електронікою.
Mastiff PPV (Захищена патрульна машина)британська версія Cougar 6×6 з британською електронікою та британською бронею. Mastiff 2 — покращена версія. «Мастиф» озброєний 7,62 мм кулеметом загального призначення, 12,7 мм важким кулеметом або 40 мм гранатометом.
Wolfhound TSV (Tactical Support Vehicle)британська модифікація Cougar 6×6 з британською електронікою та британською бронею.
Timberwolfваріант Cougar для канадських військ.
Машина вогневої підтримки Cougarшасі Cougar 4x4, оснащене баштою з головною гарматою бронеавтомобіля Panhard AML-90. На озброєнні Джибутійської армії.
RADBO (Recovery of Airbase Denied by Ordinance)Cougar для повітряних сил США, призначений для очищення аеродромів від нерозірваних боєприпасів.

## Оператори
- Канада для канадських ЗС[8] — 40 «Кугуарів» JERRV[9]
- Хорватія — Армія США подарувала декілька «Кугуарів» контингенту хорватських ЗС в Афганістані.[10]
- Данія — використовувала 40 «Кугуарів» позичених у USA в Афганістані.[11]
- Грузія — 10 на службі у сухопутних військ.
- Угорщина — 3+10 «Кугуарів» замовлено[12]
- Ірак — 378 «Беджерів» замовлено в 2007,[13][14]+ 865 замовлено в 2011.[джерело?]
- Італія — Армія використовувала 6 «Кугуарів» в Афганістані.[15]
- Пакистан — 20 Cougar JERRV передано у 2010.[16][17]
- Польща — США надали 40 «Кугуарів» для використання в Афганістані[18]
- Україна[19][20]
- Велика Британія — 400 «Мастифів», 125 «Вульфхаундів» і 160 «Ріджбеків».[21]
- США
  - Blackwater USA[22]
  - Армія США
  - Військово-морські сили США
  - Корпус морської піхоти США
  - Військово-повітряні сили США

### Польща
У грудні 2021 року Міністерство оборони Польщі підписало контракт зі США на постачання 300 вжитих бронемашин Cougar 4×4 класу MRAP. Перша машина надійшла 20 червня 2022 року.

## Галерея

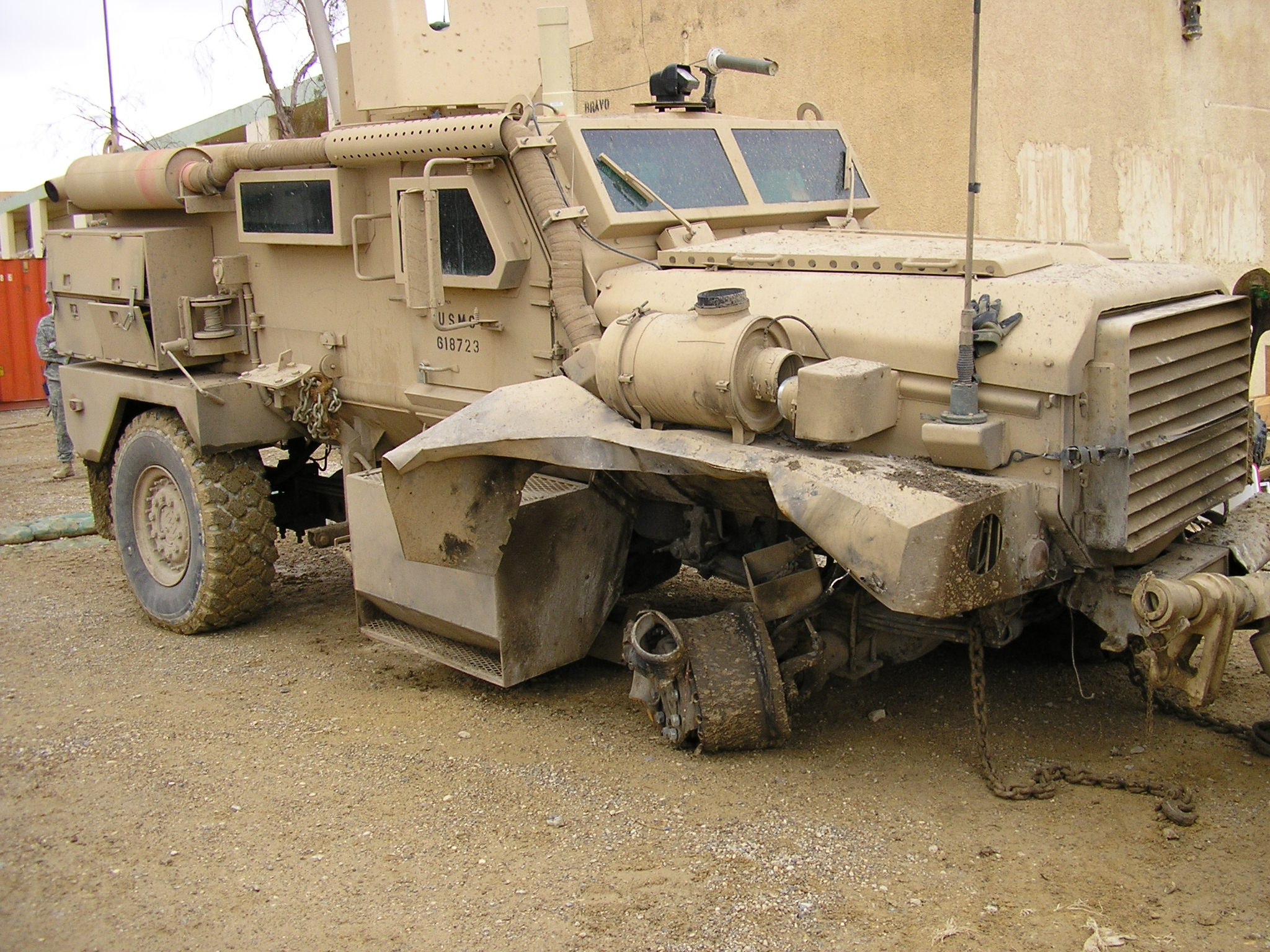
Кугуар уражений вибухом міни, вся команда вижила, машина дісталась бази на трьох колесах
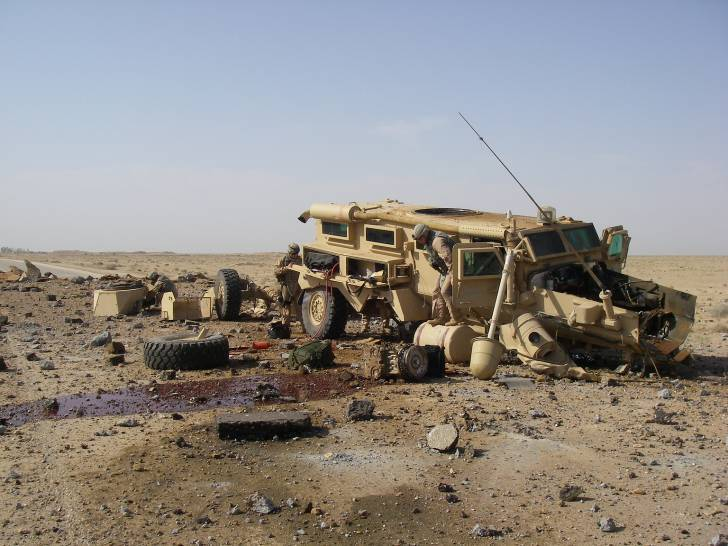
Кугуар вражений вибухом 150-250 кг СВП, вся команда вижила
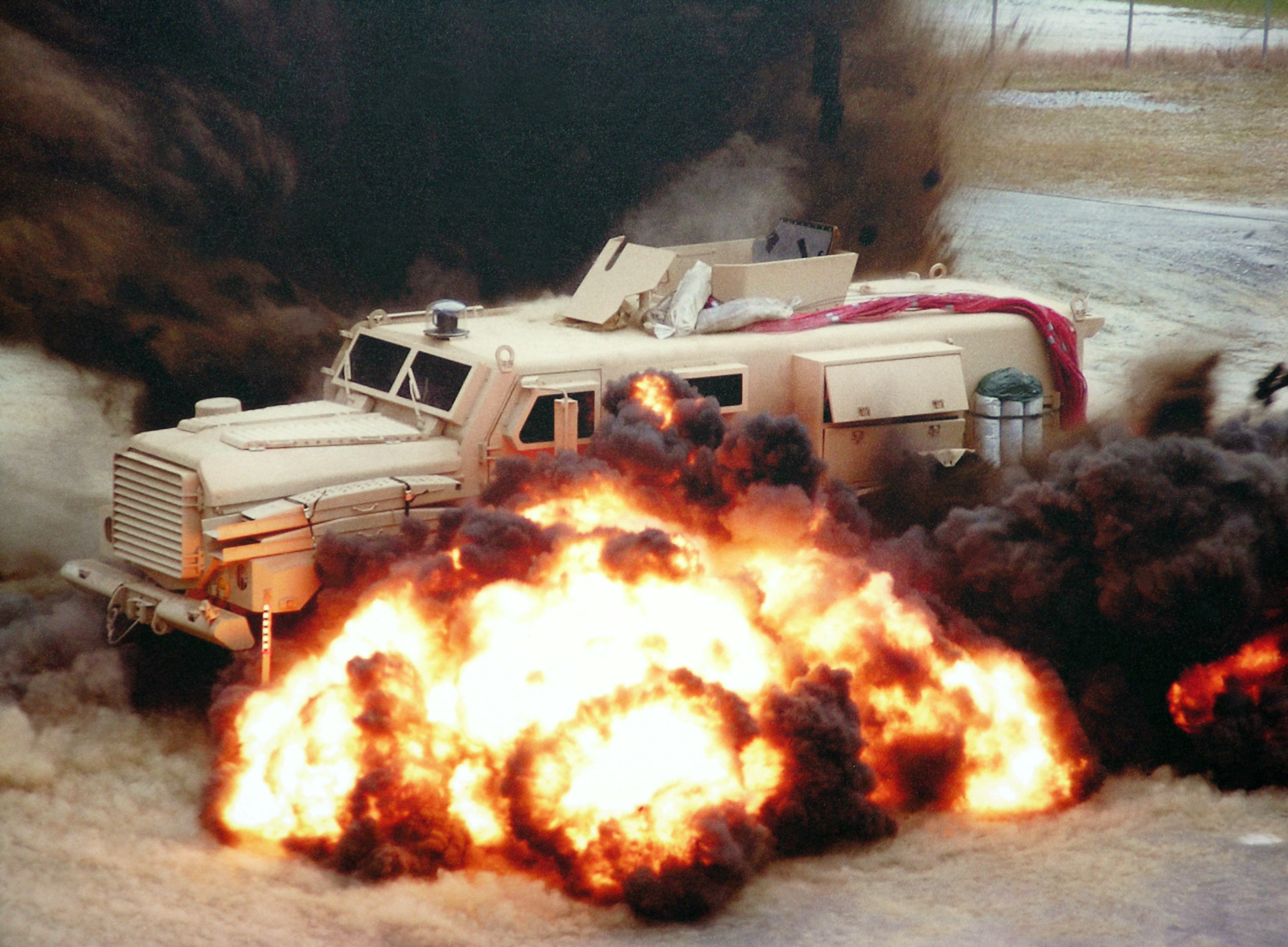
Кугуар під час тестування вибухівкою
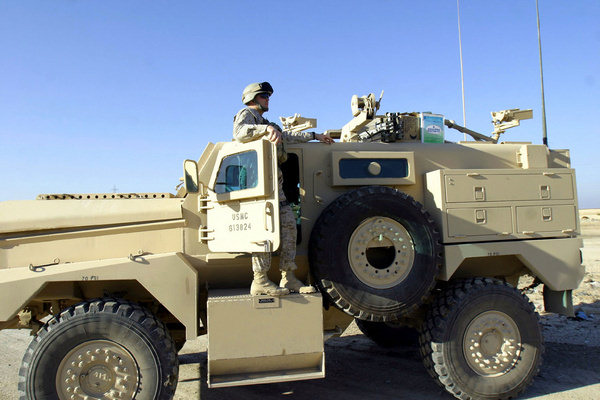
Кугуар H
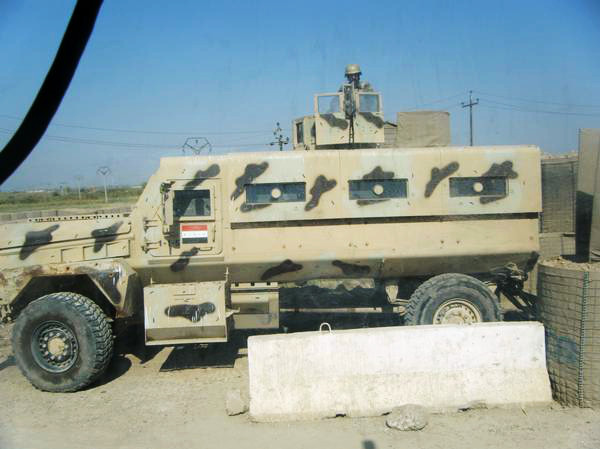
Іракська легко броньована машина
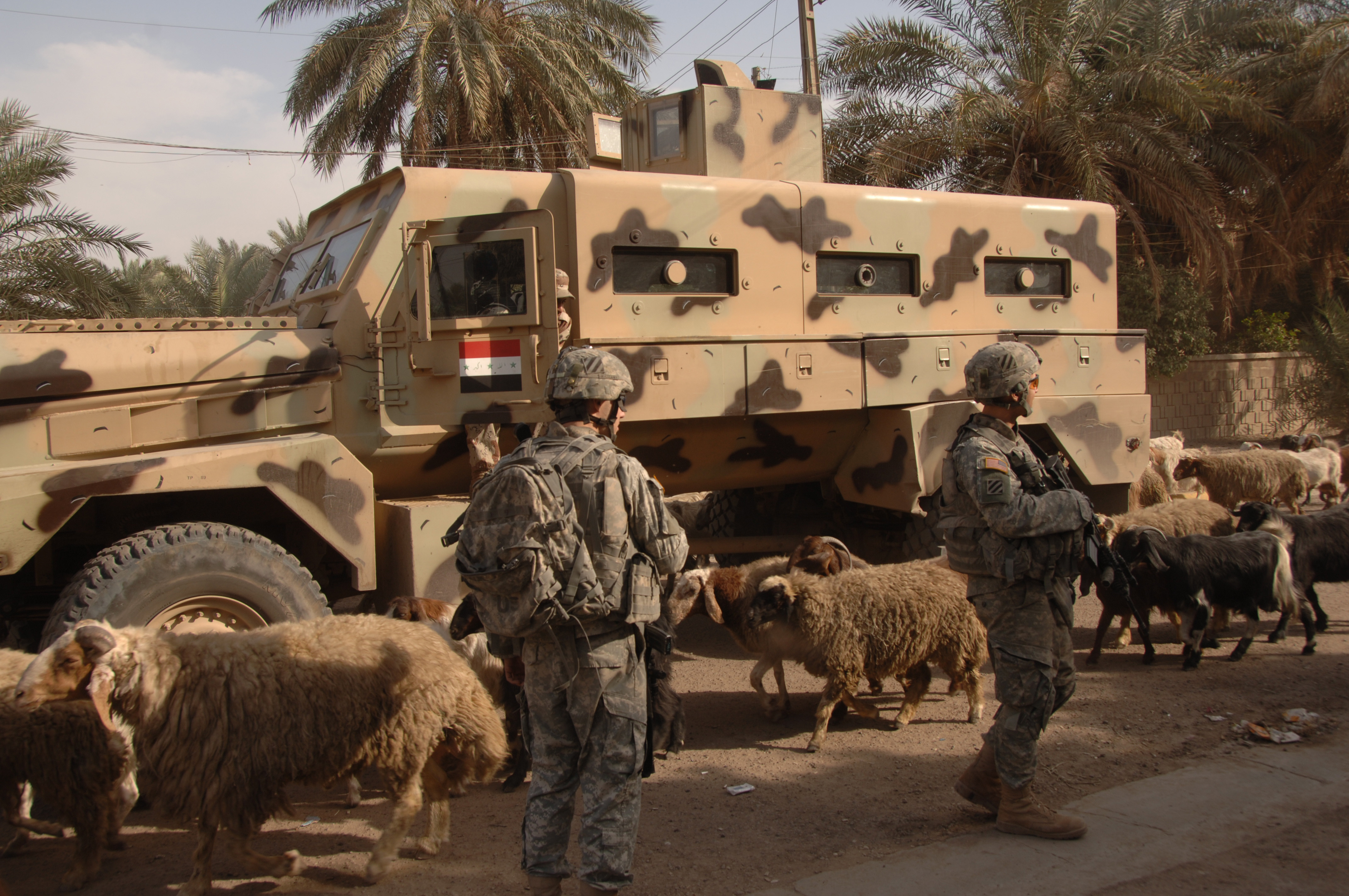
Іракська легко броньована машина і солдати армії США
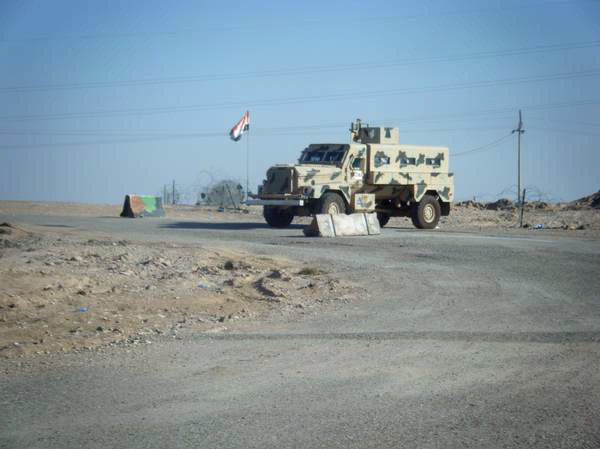
Іракська легко броньована машина на контрольній точці.
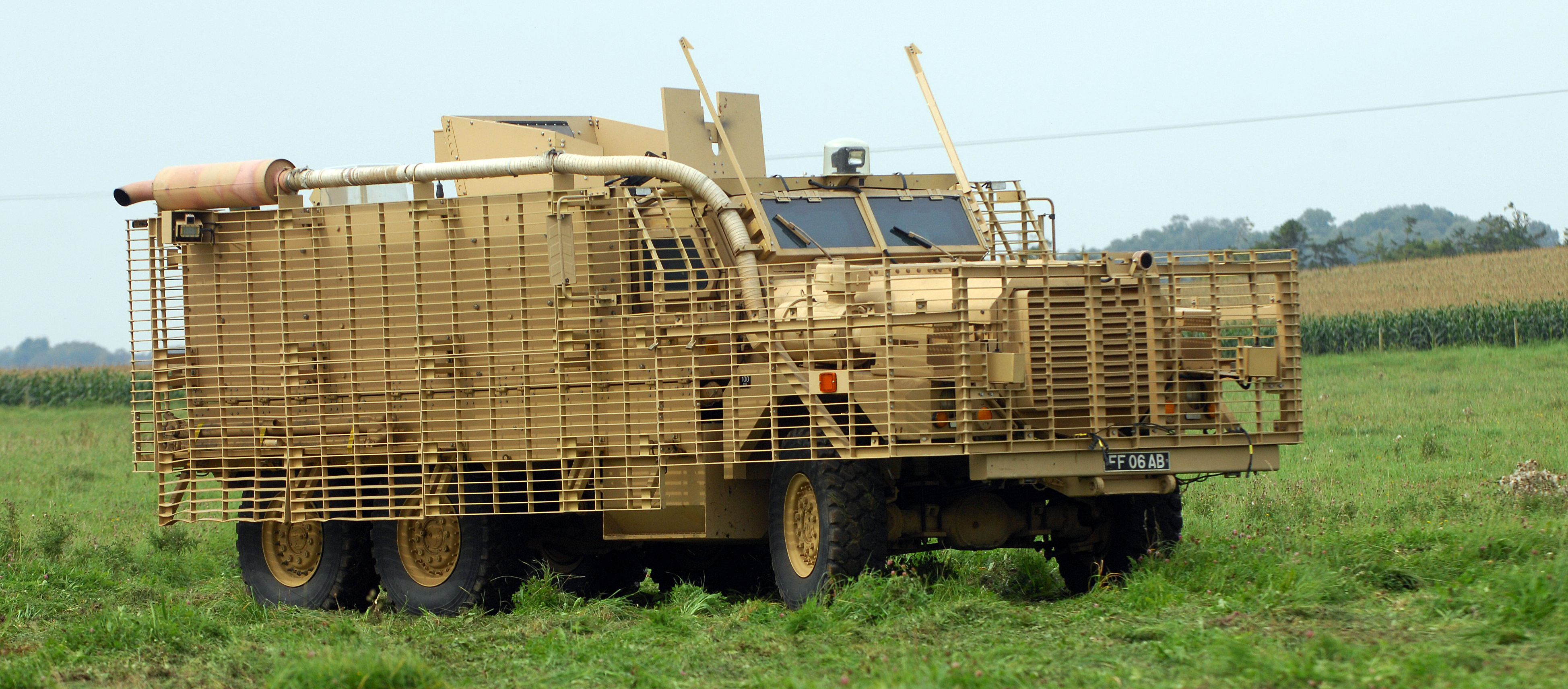
Захищена патрульна машина «Мастіф»
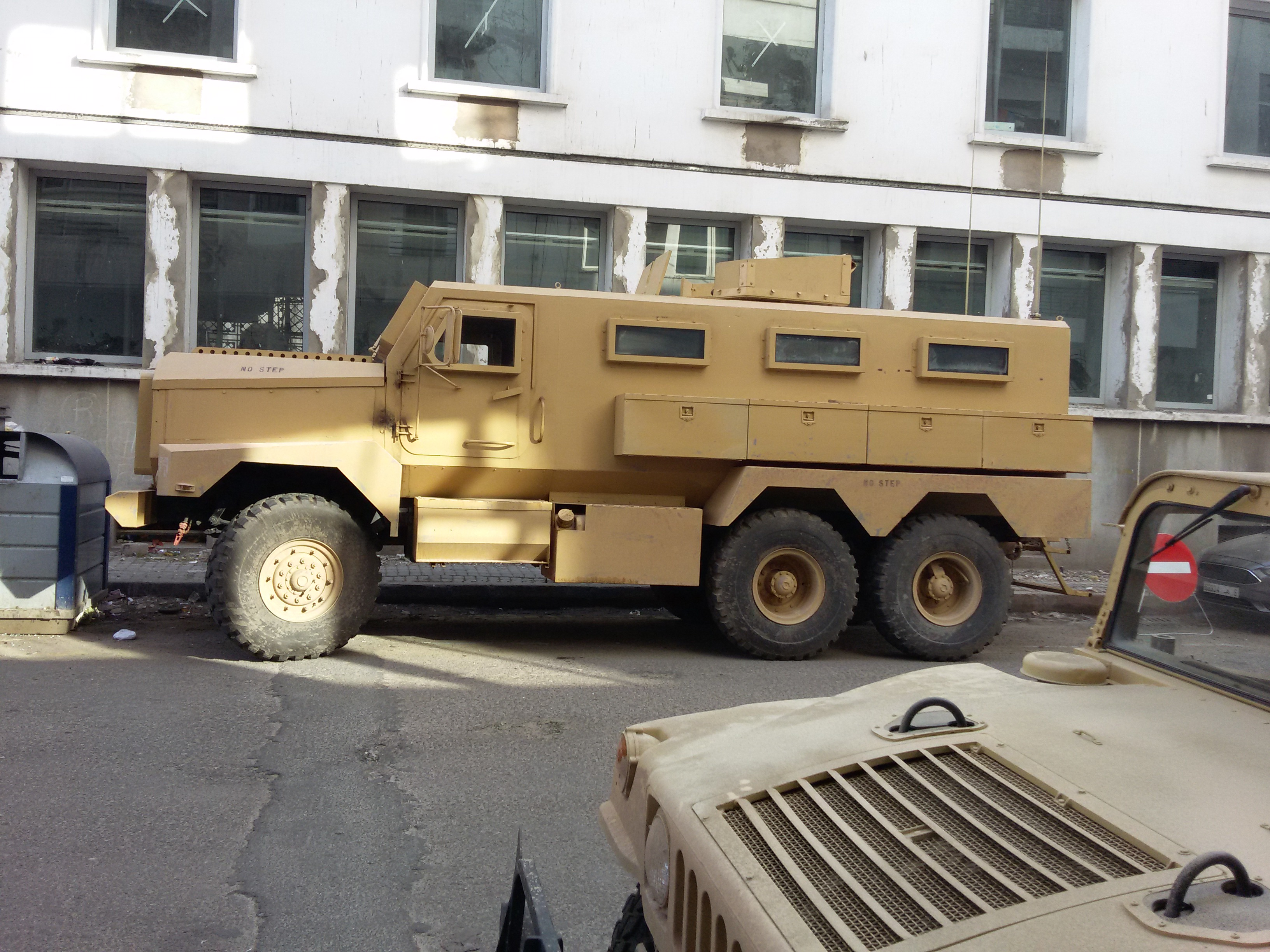
Один з кугуарів, що їх можна було побачити в Касабланці під час знімання мароккансько-китайської стрічки Операція «Червоне море»
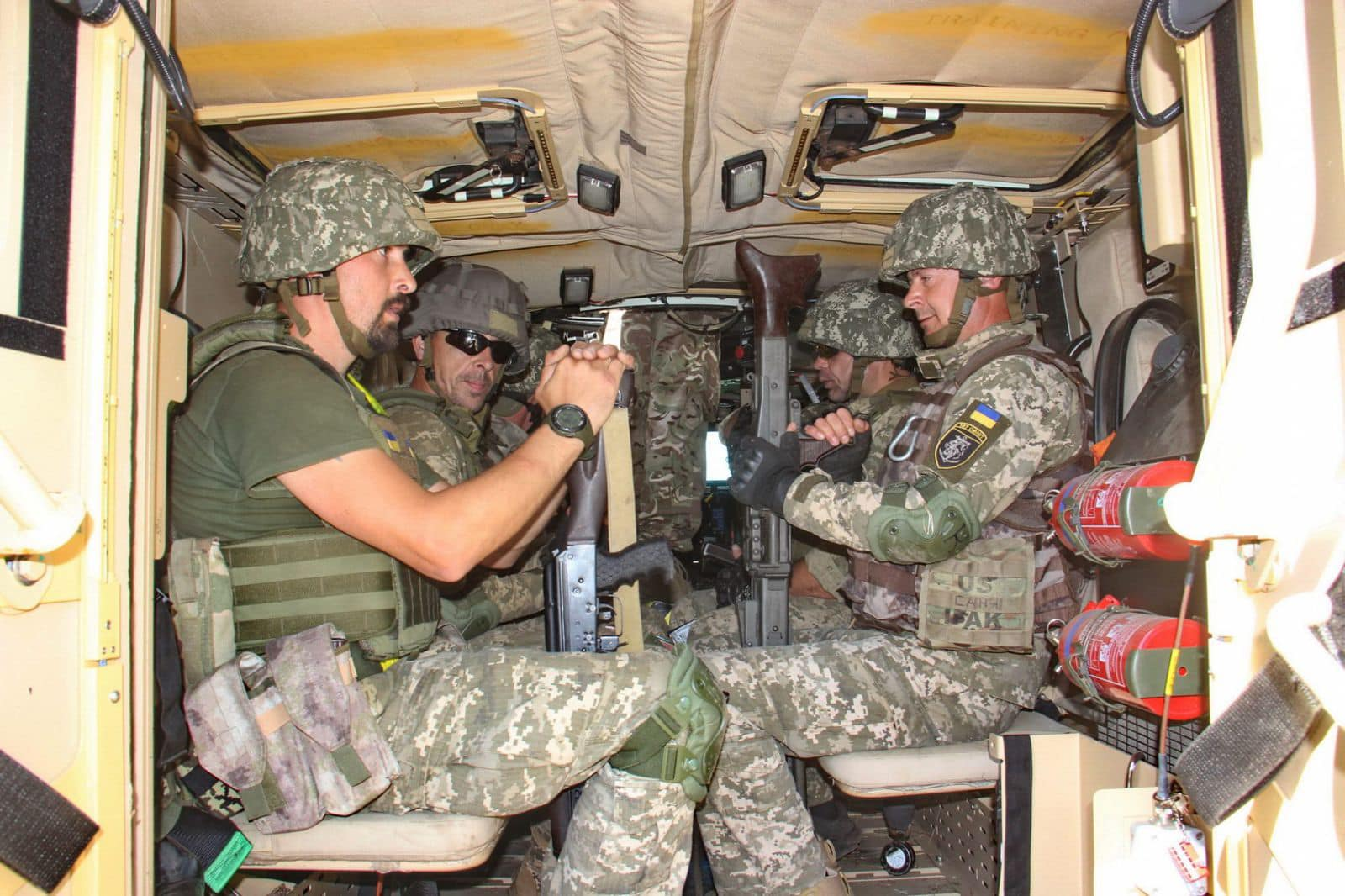
Українські морпіхи на навчаннях всередині Mastiff у 2022